# Aartsbisdom Manilla
Het aartsbisdom Manilla (Latijn: Archidioecesis Manilensis) is een van de 16 rooms-katholieke aartsbisdommen van de Filipijnen en vormt samen met haar negen suffragane bisdommen de kerkprovincie Manilla. Het huidige aartsbisdom Manilla omvat de elf steden Manilla, Makati City, Taguig, Pasay City, Mandaluyong City, San Juan, Pasig (uitgezonderd Santolan en Rosario District), Quezon City (uitgezonderd het noordelijke deel van Tandang Sora Avenue en Mactan), Navotas, Malabon en de gemeente Pateros. Het omvat daarmee 315,3 km². De suffragane bisdommen zijn Bisdom Antipolo, Bisdom Cabao, Bisdom Imus, Bisdom Kalookan, Bisdom Malolos, Bisdom Novaliches, Bisdom Parañaque, Bisdom Pasig en Bisdom San Pablo. De metropolitane kathedraal van Manilla is de Kathedraal van Manilla in Intramuros. Aartsbisschop van Manilla en tevens de metropoliet van de kerkprovincie Manilla was van 2011 tot 2019 aartsbisschop Luis Antonio Tagle. Het aartsbisdom had in 2004 een totaal aantal van 2.719.781 geregistreerde gedoopte katholieken.
Het aartsbisdom wordt begrensd door het bisdom Malolos (Bulacan) in het noorden; Bisdom Antipolo (Rizal) in het oosten; Bisdom Imus (Cavite) en Bisdom San Pablo (Laguna) in het zuiden en de Baai van Manilla in het westen.

## Bisschoppen van het aartsbisdom
De eerste 25 aartsbisschoppen van Manilla waren allen Spanjaarden. Na de machtsovername door de Amerikanen volgde in 1903, de benoeming van de Amerikaan Jeremiah Harty als eerste niet-Spaanse aartsbisschop. Ook zijn opvolger Michael J. O'Doherty (1916-1949) was nog niet van Filipijnse afkomst.
Na het overlijden van O'Doherty en ook nadat de Filipijnen hun onafhankelijkheid hadden verkregen, kreeg het aartsdom Manilla in 1949 met Gabriel M. Reyes haar eerste aartsbisschop van Filipijnse afkomst. Zijn opvolger Rufino Jiao Santos zou de eerste Filipijnse kardinaal worden.
Aartsbisschop Jaime Lachica Sin werd de meest bekende aartsbisschop van Manilla uit de geschiedenis, toen hij zich uitsprak tegen het dictatoriale regime van Ferdinand Marcos. Sin, de derde kardinaal van Filipijnse afkomst, wordt beschouwd als een van de hoofdrolspelers van de EDSA-revolutie, die de dictator dwong te vluchten naar het buitenland.
De huidige aartsbisschop van Manilla is kardinaal Jose Advincula.
lijst van aartsbisschoppen van Manilla
- Domingo de Salazar (6 feb 1579 - 4 dec 1594)
- Ignacio Santibáñez (30 aug 1595 - 14 aug 1598)
- Miguel de Benavides (7 okt 1602 - 26 jul 1605)
- Diego Vázquez de Mercado (28 mar 1608 - 12 jun 1616)
- Miguel García Serrano (12 feb 1618 - 14 jun 1629)
- Hernando Guerrero (9 jan 1634 - 1 jul 1641)
- Fernando Montero Espinosa (5 feb 1646 - 1648)
- Miguel de Poblete Casasola (21 jun 1649 - 8 dec 1667)
- Juan López (14 nov 1672 - 12 feb 1674)
- Felipe Fernandez de Pardo (8 jan 1680 - 31 dec 1689)
- Diego Camacho y Ávila (19 Aug 1696 - 14 Jan 1704)
- Francisco de la Cuesta ( 1704 - 23 Sep 1723)
- Carlos Bermúdez de Castro (20 nov 1724 - 13 nov 1729)
- Juan Ángel Rodríguez (17 dec 1731 - 24 jun 1742)
- Pedro José Manuel Martínez de Arizala (3 feb 1744 - 28 mei 1755)
- Manuel Antonio Rojo del Rio Vera (19 dec 1757 - 30 jan 1764)
- Basilio Tomás Sancho Hernando (14 apr 1766 - 15 dec 1787)
- Juan Antonio Orbigo y Gallego (15 dec 1788 - 17 mei 1797)
- Juan Antonio Zulaibar (26 mrt 1804 - 4 mrt 1824)
- Hilarión Díez (3 jul 1826 - 7 mei 1829)
- José Seguí (5 jul 1830 - 4 jul 1845)
- José Aranguren (19 jan 1846 - 18 apr 1861)
- Gregorio Melitón Martínez Santa Cruz (23 dec 1861 - 1875)
- Pedro Payo y Piñeiro (28 jan 1876 - 1 jan 1889)
- Bernardino Nozaleda y Villa (27 mei 1889 - 4 feb 1902)
- Jeremiah James Harty (6 jun 1903 - 16 mei 1916)
- Michael J. O'Doherty (6 sep 1916 - 13 okt 1949)
- Gabriel M. Reyes (13 okt 1949 - 10 okt 1952)
- Rufino Jiao Santos (10 feb 1953 - 3 sep 1973)
- Jaime Lachica Sin (21 jan 1974 - 15 sep 2003)
- Gaudencio Borbon Rosales (21 nov 2003 - 13 okt 2011)
- Luis Antonio Tagle (13 okt 2011 - 8 dec 2019)
- Jose Advincula (25 maart 2021 - heden)